# Frères de guerre
Cet article concerne le téléfilm de Sidney J. Furie. Pour l'album de Phil Collins, voir Going Back.
Pour plus de détails, voir Fiche technique et Distribution.
Frères de guerre (titre original : Going Back) est un téléfilm canadien réalisé par Sidney J. Furie et diffusé en 2001.

## Synopsis
Trente ans après, une journaliste, Kathleen, fait revenir sur les lieux de leurs combats des vétérans du Viêt Nam : une confrontation douloureuse avec la réalité, malgré le temps passé, surtout du fait de certaines blessures non refermées.

## Fiche technique
- Scénario : Sidney J. Furie, Greg Mellott
- Production : Harel Goldstein, Gary Howsam, Lope V. Juban Jr. (Philippines), Richard O'Brien-Moran, Lewin Webb pour GFT Entertainment
- Musique : Amin Bhatia
- Photographie : Curtis Petersen
- Durée : 113 min
- Pays :  Canada
- Langue : anglais
- Auteur / Adaptateur (VF) : Gilles Coiffard
- Couleur : Noir et Blanc / Couleur
- Aspect Ratio : 2.35 : 1
- Classification : USA : R (violence de guerre, langage grossier et érotisme)

## Distribution
- Casper Van Dien : Capt. Ramsey
- Jaimz Woolvett : Tex
- Bobby Hosea : Ray
- Joseph Griffin : Red Fuentes
- Kenny Johnson : Jimmy Joe
- Carré Otis : Kathleen
- Daniel Kash : Eric
- Martin Kove : père Brazinski
- Austin Farwell : Doc Jordan
- Jason Blicker : Fred
- Jim Morse : Gunny Bailey
- Deborah Zoe : Irene
- Pablo Espinosa : Chico